# 科根 (愛荷華州)
科根（英語：Coggon）是一個位於美國愛荷華州林縣的城市。

## 地理
科根的座標為42°16′45″N 91°31′47″W / 42.27917°N 91.52972°W，而該地的平均海拔高度為284米（即932英尺）。

## 人口
根據2010年美國人口普查的數據，科根的面積為1.68平方千米，當中陸地面積為1.63平方千米，而水域面積為0.05平方千米。當地共有人口658人，而人口密度為每平方千米391人。